# Малверн (Охајо)
Малверн (енгл. Malvern) град је у америчкој савезној држави Охајо.

## Демографија
По попису из 2010. године број становника је 1.189, што је 29 (-2,4%) становника мање него 2000. године.
| Група             | 2000.         | 2010.         |
| Белци             | 1.108 (91,0%) | 1.101 (92,6%) |
| Афроамериканци    | 82 (6,7%)     | 45 (3,8%)     |
| Азијати           | 3 (0,2%)      | 3 (0,3%)      |
| Хиспаноамериканци | 11 (0,9%)     | 26 (2,2%)     |
| Укупно            | 1.218         | 1.189         |